# فيصل المطوع
فيصل صالح محمد المطوع (1928 - 12 يونيو 2024) ثاني رئيس في تاريخ نادي القادسية الكويتي.

## سيرته
رأسَ نادي القادسية الكويتي في موسم 1961/ 1962.
كان سفير الكويت لدى الاتحاد السوفيتي من 1965 حتى 1969، ثم سفيرًا في فرنسا وبلجيكا والفاتيكان فيما بين 1969 و1975.
تُوفي فيصل المطوع في 12 يونيو 2024 عن عمر ناهز السادسة والتسعين.